# 沁源県
沁源県（しんげん-けん）は中華人民共和国山西省長治市に位置する県。

## 歴史
南北朝時代、北魏により設置された義寧郡の郡治とされた。唐代になると沁州の州治とされた。1223年（元光2年）、金朝により穀州に昇格したが、元朝が成立すると至元初年に沁源県に降格した。
1958年に廃止となり沁県に統合されたが、1960年に再設置され現在に至る。

## 行政区画
- 鎮:沁河鎮、郭道鎮、霊空山鎮、王和鎮、王陶鎮、景鳳鎮
- 郷:中峪郷、法中郷、交口郷、聡子峪郷、韓洪郷、赤石橋郷

## 名所
- 聖寿寺
- 太岳軍区司令部旧址